# 試驗場前站 (愛知縣)
試驗場前站（日语：／ Shikenjōmae eki */?）是位於愛知縣西春日井郡清洲町清洲（現時：清須市），名古屋鐵道清洲線的鐵道車站（廢站）。
站名取自沿線東邊的愛知縣農業試驗場。

## 歷史
此站是在清洲線的中途站之一，在該線開業時啟用。後來須口站至丸之內之間區間駛入至名岐線（現時：名古屋本線），使此站成為清洲線唯一中途站。
在車站啟用當初，曾經有部分文獻稱該站名為農事試驗場前站（日语：／），包括名鐵社史。但是在此站啟用時，《官報》，開業年度的愛知縣統計書，在1917年（大正6年）由鐵道院發行的停車
站列表，這些文獻中於時期則不使用「農事試驗場前站」這名稱。
農事試験場前站改名為試驗場前站的時期不明，在《名古屋鐵道百年史》（1994年）的站名便覽中，車站於1942年（昭和17年）4月1日前改名。在年表中，1928年（昭和2年）2月3日記載了該站名為試驗場前站。另外在《名古屋鐵道社史》（1961年）中，截至舊・名古屋鐵道成立一刻，路線圖上該站的名稱為試驗場前站。在《日本鐵道旅行地圖帳 東海》（2008年）中指出在1919年（大正8年）前已經改名。在鐵道Forum上公開的文獻中，改站名的日期與官報公布的相同。

### 年表
- 1914年（大正3年）9月22日：名古屋電氣鐵道（日语：名古屋電気鉄道）清洲線車站啟用[7]。
- 1921年（大正10年）7月1日：名古屋電氣鐵道把路線轉讓給（舊）名古屋鐵道[14]。
- 1928年（昭和3年）
  - 2月3日：國府宮支線（現時：名古屋本線的一部分）從國府宮站延伸至西清洲站（現時：新清洲站）。西清洲站至試驗場站前站之間可進行步行轉乘[10]。
  - 4月10日：國府宮支線西清洲站至清洲線丸之內站之間開通。清洲線部分區間和國府宮支線改名為名岐線[15]。
- 1930年（昭和5年）9月5日：（舊）名古屋鐵道改名為名岐鐵道[16]。
- 1935年（昭和10年）8月1日：名岐鐵道與愛知電氣鐵道（日语：愛知電気鉄道）合併，（現時）名古屋鐵道成立[17]。
- 1944年（昭和19年）6月10日：清洲線被指定為不要不急線而暫停營業[6]。
- 1948年（昭和23年）8月3日：清洲線廢除，此站也被廢除[6]。

## 車站周邊
- 愛知縣農事試驗場清洲分場[2][3]
- 愛知縣種畜場清洲分場[3][18]

## 相鄰車站
名古屋鐵道
清洲線
丸之內－試驗場前－清洲町

## 注腳
1. ↑  『鉄道停車場一覧. 昭和12年10月1日現在』（日語）（國立國會圖書館數碼化收藏）
2. 1 2  . 中日新聞.   [2023-02-21]. （原始内容存档于2023-01-22） （日语）.
3. 1 2 3  愛知県（編）《愛知縣案內》，愛知縣，1934年，218頁（國立國會圖書館數碼化收藏）。
4. ↑  徳田耕一. . JTB. 2001: 90. ISBN 978-4533039232 （日语）.
5. ↑  名古屋鉄道株式会社社史編纂委員会（編）. . 名古屋鉄道. 1961: 57 （日语）.
6. 1 2 3 4  名古屋鉄道広報宣伝部（編）. . 名古屋鉄道. 1994: 883 （日语）.
7. 1 2  「軽便鉄道運輸開始」《官報》1914年9月29日（日語）（國立國會圖書館數碼化收藏）
8. ↑  愛知県（編）《愛知縣統計書 大正3年》，愛知縣，1916年，733頁（國立國會圖書館數碼化收藏）。
9. ↑  鉄道院（編）《鉄道停車場一覧 大正6年3月31日現在》，鐵道院，1917年，159頁（國立國會圖書館數碼化收藏）。
10. 1 2  名古屋鉄道広報宣伝部（編）. . 名古屋鉄道. 1994: 946 （日语）.
11. ↑  名古屋鉄道株式会社社史編纂委員会（編）. . 名古屋鉄道. 1961: 106 （日语）.
12. ↑  今尾惠介（監修）.  7 東海. 新潮社. 2008: 48. ISBN 978-4107900258 （日语）.
13. ↑  . 鉄道フォーラム.   [2023-02-21]. （原始内容存档于2023-04-22）.
14. ↑  名古屋鉄道広報宣伝部（編）. . 名古屋鉄道. 1994: 938 （日语）.
15. ↑  名古屋鉄道広報宣伝部（編）. . 名古屋鉄道. 1994: 948 （日语）.
16. ↑  名古屋鉄道広報宣伝部（編）. . 名古屋鉄道. 1994: 950 （日语）.
17. ↑  名古屋鉄道広報宣伝部（編）. . 名古屋鉄道. 1994: 958 （日语）.
18. ↑  愛知縣種畜場（編）《愛知県種畜場業務功程報告 昭和3年度(第5輯)》，愛知縣種畜場，1928年，201頁（國立國會圖書館數碼化收藏）。